# Peter Hochschorner
Peter Hochschorner, född den 7 september 1979 i Bratislava, Slovakien, är en slovakisk kanotist.
Han tog OS-guld i C-2 i slalom i samband med de olympiska kanottävlingarna 2000 i Sydney tillsammans med sin tvillingbror Pavol Hochschorner.
Han återupprepade bedriften med ett nytt OS-guld i C-2 i slalom i samband med de olympiska kanottävlingarna 2004 i Aten.
I samband med de olympiska kanottävlingarna 2008 i Peking tog han sitt tredje raka OS-guld i samma gren.
Han tog OS-brons i C-2 i slalom i samband med de olympiska kanottävlingarna 2012 i London.